# جوردي كالافيرا
جوردي كالافيرا (بالإسبانية: Jordi Calavera Espinach) (2 أغسطس 1995 في إسبانيا - ) هو لاعب كرة قدم إسباني في مركز الدفاع. لعب مع خيمناستيك طركونة وCF Pobla de Mafumet ‏ ونادي أولوت.

## روابط خارجية
- جوردي كالافيرا على موقع قاعدة بيانات كرة القدم.إي يو (الإنجليزية)
- جوردي كالافيرا على موقع Soccerway.com (الإنجليزية)
- جوردي كالافيرا على موقع عالم كرة القدم.نت (الإنجليزية)
- جوردي كالافيرا على موقع AS.com (الإسبانية)